# Crassispira premorra
Crassispira premorra é uma espécie de gastrópode do gênero Crassispira, pertencente à família Pseudomelatomidae.